# 松平義裕
松平 義裕（まつだいら よしひろ）は、江戸時代中期の大名。美濃国高須藩6代藩主。官位は従四位下・左近衛少将、摂津守。

## 生涯
4代藩主・松平義敏の次男として誕生。
安永6年（1777年）1月25日、先代藩主の兄・義柄（徳川治行）が本家・尾張徳川家の徳川宗睦の養子となったため、代わって藩主となった。同年3月1日、10代将軍・徳川家治に拝謁する。同年12月18日、従五位下・摂津守に叙任する。ただちに従四位下・侍従に昇進する。安永7年（1778年）11月3日、陣屋を駒野から高須に戻す許可を得る。安永8年（1779年）12月16日、左少将に任官する。
寛政7年（1795年）9月22日、34歳で死去し、跡を養嗣子の勝当が継いだ。

## 系譜
父母
- 松平義敏（父）
- 幾 - 松平頼寛の娘（母）

正室
- 時姫 - 徳川宗翰の長女

側室
- 栄教院 - 筒井氏

子女
- 薫 - 松平勝当養女、松平義居正室、生母は栄教院（側室）

養子
- 松平勝当 - 徳川宗勝の五男